# Morti nel 1945/Marzo
| Questa pagina contiene informazioni ricavate automaticamente dalle voci biografiche con l'ausilio del template Bio e di un bot. L'aggiornamento è periodico e automatico e ricostruisce completamente la pagina. Se manca una persona in questa lista, sei pregato di non aggiungerla, ma accertati piuttosto che la sua voce biografica contenga il template Bio e che i dati anagrafici siano correttamente compilati. Se il template Bio manca, inseriscilo tu stesso o, in alternativa, metti l'avviso {{tmp\|Bio}} che ne segnala la mancanza. Se i dati riportati sono sbagliati, correggi direttamente la voce biografica; le modifiche saranno visibili in questa lista entro pochi giorni. Per chiarimenti vedi il progetto biografie. La lista contiene solo le 162 persone che sono citate nell'enciclopedia e per le quali è stato implementato correttamente il template Bio. Pagina aggiornata al 18 ago 2025. |

- 1º marzo - Eugen Hadamovsky, politico e giornalista tedesco (n. 1904)
- 1º marzo - Gyula Kiss, allenatore di calcio, calciatore e arbitro di calcio ungherese (n. 1881)
- 1º marzo - Lothar Sieber, militare e aviatore tedesco (n. 1922)
- 1º marzo - Hans Zint, giurista e politico tedesco (n. 1882)
- 2 marzo - Emily Carr, pittrice canadese (n. 1871)
- 2 marzo - Mario Migliorini, partigiano italiano (n. 1903)
- 2 marzo - Leonardo Pavirani, partigiano italiano (n. 1926)
- 2 marzo - Vasco Presentati, partigiano italiano (n. 1919)
- 2 marzo - Cesare Salvestroni, ufficiale italiano (n. 1897)
- 2 marzo - Erminio Santiello, dirigente sportivo italiano (n. 1879)
- 2 marzo - Engelmar Unzeitig, presbitero tedesco (n. 1911)
- 3 marzo - Luigi Bauch, poeta italiano (n. 1873)
- 3 marzo - Bernardo Castagneri, partigiano italiano (n. 1909)
- 3 marzo - Ercole Chiolerio, partigiano italiano (n. 1928)
- 3 marzo - Johann Friedländer, generale austriaco (n. 1882)
- 3 marzo - Gino Mellano, partigiano italiano (n. 1923)
- 3 marzo - Ernst Pistulla, pugile tedesco (n. 1906)
- 3 marzo - Kurt Schmidt, generale tedesco (n. 1891)
- 4 marzo - Aldred Lumley, X conte di Scarbrough, generale inglese (n. 1857)
- 4 marzo - Nicola Amodio, poliziotto italiano (n. 1898)
- 4 marzo - Lucille La Verne, attrice statunitense (n. 1872)
- 4 marzo - Mark Sandrich, regista, sceneggiatore e produttore cinematografico statunitense (n. 1900)
- 4 marzo - Gaetano Spinelli, pittore italiano (n. 1877)
- 5 marzo - Lena Baker, statunitense (n. 1900)
- 5 marzo - Ferenc Holubán, lottatore e sollevatore ungherese (n. 1887)
- 5 marzo - Nicola Maldacea, attore, comico e cantante italiano (n. 1870)
- 5 marzo - Hans Petri, generale tedesco (n. 1877)
- 5 marzo - Edgar Puaud, ufficiale francese (n. 1889)
- 5 marzo - Ernst von Harnack, politico tedesco (n. 1888)
- 6 marzo - Nullo Baldini, politico e sindacalista italiano (n. 1862)
- 6 marzo - Rudolf Karel, compositore e direttore d'orchestra ceco (n. 1880)
- 6 marzo - Battista Mellano, partigiano italiano (n. 1921)
- 6 marzo - Milena Pavlović-Barili, pittrice e illustratrice serba (n. 1909)
- 6 marzo - Giacomo Rossino, partigiano italiano (n. 1924)
- 7 marzo - Adolf Bartels, scrittore, critico letterario e storico tedesco (n. 1862)
- 7 marzo - Vincenzo De Angelis, medico, politico e poeta italiano (n. 1877)
- 7 marzo - Enzo Giraldo, partigiano italiano (n. 1928)
- 7 marzo - Robert Hugues-Lambert, attore francese (n. 1908)
- 7 marzo - Albrecht Penck, geografo e geologo tedesco (n. 1858)
- 8 marzo - Rezső Crettier, pesista e discobolo ungherese (n. 1878)
- 8 marzo - Nicolaas Johannes Krom, archeologo e orientalista olandese (n. 1883)
- 8 marzo - Jack Lummus, militare statunitense (n. 1915)
- 8 marzo - Mariano Marcos, politico, avvocato e insegnante filippino (n. 1897)
- 8 marzo - Guido Rampini, militare e partigiano italiano (n. 1898)
- 8 marzo - Sadasue Senda, generale giapponese (n. 1892)
- 10 marzo - Eleanor Fortescue-Brickdale, pittrice inglese (n. 1872)
- 10 marzo - Mario Pasi, medico, militare e partigiano italiano (n. 1913)
- 11 marzo - Walter Hohmann, ingegnere tedesco (n. 1880)
- 11 marzo - Nicolao Milone, vescovo cattolico italiano (n. 1872)
- 11 marzo - Antonio Restelli, pistard italiano (n. 1877)
- 12 marzo - Friedrich Fromm, generale tedesco (n. 1888)
- 12 marzo - Modestino Guaschino, carabiniere e antifascista italiano (n. 1909)
- 12 marzo - Max Hegele, architetto austriaco (n. 1873)
- 13 marzo - Ettore Barzini, agronomo italiano (n. 1911)
- 13 marzo - Pietro Fossati, ciclista su strada italiano (n. 1905)
- 13 marzo - Josef Hasenöhrl, canottiere austriaco (n. 1915)
- 13 marzo - Guus van Hecking Colenbrander, calciatore olandese (n. 1887)
- 13 marzo - Sinclair Hill, regista e sceneggiatore inglese (n. 1894)
- 13 marzo - Giacomo Prandina, ingegnere, militare e partigiano italiano (n. 1917)
- 13 marzo - Kazimierz Prószyński, inventore polacco (n. 1875)
- 13 marzo - Rudolf Wenninger, generale tedesco (n. 1890)
- 13 marzo - Andrew Wilson, allenatore di calcio e calciatore scozzese (n. 1879)
- 14 marzo - Eugenio Banzola, militare e partigiano italiano (n. 1924)
- 14 marzo - Antônio Francisco Braga, compositore brasiliano (n. 1868)
- 14 marzo - Nona L. Brooks, teologa statunitense (n. 1861)
- 14 marzo - Alexander Granach, attore tedesco (n. 1890)
- 14 marzo - Paul Otto Radomski, militare tedesco (n. 1902)
- 15 marzo - Pierre Drieu La Rochelle, scrittore, saggista e poeta francese (n. 1893)
- 15 marzo - Alexander Khatisian, politico e giornalista armeno (n. 1874)
- 15 marzo - Henry Victor, attore inglese (n. 1892)
- 15 marzo - Şayan Kadin, ottomana (n. 1853)
- 16 marzo - Lajos Buday, militare e aviatore ungherese (n. 1922)
- 16 marzo - Edmund Burke Delabarre, psicologo statunitense (n. 1863)
- 16 marzo - Maurice Halbwachs, filosofo e sociologo francese (n. 1877)
- 16 marzo - Börries von Münchausen, scrittore tedesco (n. 1874)
- 16 marzo - Sim Price, golfista statunitense (n. 1882)
- 16 marzo - Vittorio Staccione, calciatore italiano (n. 1904)
- 17 marzo - Armando Grava, partigiano e antifascista italiano (n. 1926)
- 17 marzo - Tatsugo Kawaishi, nuotatore giapponese (n. 1911)
- 17 marzo - Thomas Lewis, medico e cardiologo britannico (n. 1881)
- 17 marzo - Henri Maspero, sinologo francese (n. 1882)
- 18 marzo - Giuseppe Alessi, scacchista italiano (n. 1867)
- 18 marzo - William Grover-Williams, pilota motociclistico, pilota automobilistico e agente segreto britannico (n. 1903)
- 18 marzo - Georg Koßmala, generale tedesco (n. 1896)
- 19 marzo - Georges André, giocatore di curling e bobbista francese (n. 1876)
- 19 marzo - Franz Augsberger, generale austriaco (n. 1905)
- 19 marzo - Marcel Callo, beato francese (n. 1921)
- 19 marzo - Clyde Hart, pianista e arrangiatore statunitense (n. 1910)
- 19 marzo - Franco Tedeschi, italiano (n. 1922)
- 19 marzo - Heinz von Westernhagen, militare tedesco (n. 1911)
- 20 marzo - Tommaso Bisi, politico italiano (n. 1887)
- 20 marzo - Alfred Douglas, poeta, scrittore e traduttore britannico (n. 1870)
- 20 marzo - Lina Arianna Jenna, scultrice italiana (n. 1886)
- 20 marzo - Sergio Paronetto, economista e politico italiano (n. 1911)
- 21 marzo - Romano Apollonio, alpinista e pattinatore di velocità su ghiaccio italiano (n. 1922)
- 21 marzo - Hans Dorr, militare tedesco (n. 1912)
- 21 marzo - Arthur Nebe, generale e poliziotto tedesco (n. 1894)
- 21 marzo - Walter Petron, calciatore italiano (n. 1918)
- 21 marzo - Annibale Tonelli, poliziotto italiano (n. 1913)
- 22 marzo - Enrico Caviglia, generale e politico italiano (n. 1862)
- 22 marzo - Emilio Giubellini, partigiano italiano (n. 1922)
- 22 marzo - Heinrich Maier, presbitero e partigiano austriaco (n. 1908)
- 22 marzo - Ferenc Málnássy, militare e aviatore ungherese (n. 1923)
- 22 marzo - Takeichi Nishi, cavaliere e militare giapponese (n. 1902)
- 22 marzo - Aldo Zamorani, partigiano italiano (n. 1925)
- 23 marzo - Mary Berenson, storica dell'arte statunitense (n. 1864)
- 23 marzo - Augusto De Cobelli, partigiano italiano (n. 1909)
- 23 marzo - Fritz Klingenberg, militare e docente tedesco (n. 1912)
- 23 marzo - Henri Leclercq, teologo francese (n. 1869)
- 23 marzo - Manfredi Mazzocca, partigiano italiano (n. 1916)
- 23 marzo - Fulvio Milani, avvocato, politico e antifascista italiano (n. 1885)
- 23 marzo - Nicola Panevino, giudice e partigiano italiano (n. 1910)
- 23 marzo - Renato Quartini, partigiano italiano (n. 1923)
- 23 marzo - Hans-Günther von Rost, generale tedesco (n. 1894)
- 23 marzo - Napier Shaw, meteorologo britannico (n. 1854)
- 23 marzo - Mario Simonazzi, partigiano italiano (n. 1920)
- 24 marzo - Wolfgang Birkner, militare tedesco (n. 1913)
- 24 marzo - Giacomo Cappellini, partigiano italiano (n. 1909)
- 24 marzo - Andrea Giovanni Micheletti, partigiano italiano (n. 1924)
- 24 marzo - Giuseppe Nembrini, militare italiano (n. 1921)
- 24 marzo - Werner Pötschke, militare tedesco (n. 1914)
- 24 marzo - Frank Percy Smith, naturalista, regista e fotografo inglese (n. 1880)
- 25 marzo - Basil Hamilton-Temple-Blackwood, IV marchese di Dufferin e Ava, politico e ufficiale inglese (n. 1909)
- 25 marzo - Josef Brandstetter, calciatore austriaco (n. 1890)
- 25 marzo - Franz Hrdlicka, aviatore tedesco (n. 1920)
- 25 marzo - Ornello Pederzoli, partigiano italiano (n. 1925)
- 25 marzo - William Rupertus, generale statunitense (n. 1889)
- 26 marzo - Dennis Hodgetts, calciatore inglese (n. 1863)
- 26 marzo - Toshinosuke Ichimaru, ammiraglio e aviatore giapponese (n. 1891)
- 26 marzo - Werner Klaas, calciatore tedesco (n. 1914)
- 26 marzo - Tadamichi Kuribayashi, generale giapponese (n. 1891)
- 26 marzo - David Lloyd George, politico britannico (n. 1863)
- 26 marzo - Boris Michajlovič Šapošnikov, generale e politico sovietico (n. 1882)
- 26 marzo - Willy Schwedler, calciatore tedesco (n. 1894)
- 27 marzo - Fausto Atti, politico e rivoluzionario italiano (n. 1900)
- 27 marzo - Vincent Hugo Bendix, inventore e imprenditore statunitense (n. 1881)
- 27 marzo - Karl Bülowius, generale tedesco (n. 1890)
- 27 marzo - Friedrich-Wilhelm Deutsch, generale tedesco (n. 1895)
- 27 marzo - Ángel Melogno, calciatore uruguaiano (n. 1905)
- 27 marzo - Halid Ziya Uşaklıgil, scrittore, poeta e drammaturgo turco (n. 1865)
- 28 marzo - Ines Bedeschi, partigiana italiana (n. 1914)
- 28 marzo - Roberto Di Ferro, partigiano e operaio italiano (n. 1930)
- 28 marzo - Eugenio Florian, giurista e politico italiano (n. 1869)
- 28 marzo - David C. Waybur, militare statunitense (n. 1919)
- 28 marzo - Francesco Zaltron, partigiano italiano (n. 1920)
- 29 marzo - Ferenc Csik, nuotatore ungherese (n. 1913)
- 29 marzo - Mario Forlivesi, calciatore italiano (n. 1927)
- 29 marzo - Giuseppe Malagodi, sindacalista italiano (n. 1894)
- 29 marzo - Eileen O'Shaughnessy, inglese (n. 1905)
- 29 marzo - Sergio Oliaro, partigiano italiano (n. 1925)
- 29 marzo - Karl Sapper, esploratore, linguista e etnologo tedesco (n. 1866)
- 29 marzo - Jusztinián Serédi, cardinale e arcivescovo cattolico ungherese (n. 1884)
- 29 marzo - Gustav Willhaus, militare tedesco (n. 1910)
- 29 marzo - Yi Zuolin, linguista, educatore e filantropo cinese (n. 1897)
- 30 marzo - Giacomino Curreno di Santa Maddalena, partigiano italiano (n. 1928)
- 30 marzo - Eugène Maës, calciatore francese (n. 1890)
- 30 marzo - Maurice Rose, generale statunitense (n. 1899)
- 31 marzo - Maurice Donnay, commediografo francese (n. 1859)
- 31 marzo - Hans Fischer, chimico tedesco (n. 1881)
- 31 marzo - Nicola Monaco, militare e partigiano italiano (n. 1924)
- 31 marzo - Marija Skobcova, nobile, poetessa e religiosa russa (n. 1891)
- 31 marzo - Natalia Tułasiewicz, partigiana polacca (n. 1906)